# Anetta Maciejewska
Anetta Maciejewska – polska funkcjonariuszka służb specjalnych, w latach 2018–2024 zastępczyni szefa Agencji Wywiadu w stopniu pułkownika.

## Życiorys
Anetta Maciejewska w latach 1985–1990 studiowała wychowanie fizyczne (specjalizacja nauczycielska) na Akademii Wychowania Fizycznego w Warszawie oraz w Podyplomowym Studium Służby Zagranicznej Szkoły Głównej Handlowej w Warszawie.
W latach 1990–1994 pracowała w sektorze prywatnym. W latach 1994–2002 pracowała w Urzędzie Ochrony Państwa, w tym od 1995 w pionie operacyjnym. W 2002 przeszła do Agencji Wywiadu. Pełniła stanowiska koordynacyjne i kierownicze, w tym od 2008 zastępczyni dyrektora Biura Operacyjnego AW, a w latach 2010–2018 dyrektorka Departamentu Operacyjnego AW. Od 2018 zastępczyni szefa AW. W styczniu 2024 zakończyła pełnienie tej funkcji.

## Odznaczenia
- Krzyż Kawalerski Orderu Odrodzenia Polski[1]
- Złoty Krzyż Zasługi[1]
- Srebrny Krzyż Zasługi[1]
- Brązowy Krzyż Zasługi
- Srebrny Medal za Długoletnią Służbę[1]
- Medal Pochwalny Połączonych Rodzajów Sił Zbrojnych[1]